# Tania Davis
Tania Davis es la violista del cuarteto de cuerdas británico-australiano Bond.
Obtuvo un título de primera clase de música (bachiller), con honores en el Conservatorio de Música de Sídney y ganó un diploma de postgrado con distinción en la Escuela Guildhall de Música y Drama de Londres. 
Su experiencia incluye la Orquesta de Cámara Australiana, Sinfónica de Sídney y la Orquesta Sinfónica de Londres.

## Datos
- Escribió la pieza musical Odyssey y arregló la canción "Senorita" del álbum Classified.
- Tiene un hijo, Lukas Svedberg Davis.
- Conoció a Haylie Ecker antes de que se formara el cuarteto bond.
- Tania tiene una hermana mayor que se llama Amber Davis.
- Tania prestó su voz para la única canción donde esta ha aparecido que es "Senorita".